# تومي بيترسون
تومي بيترسون هو متسابق دراجات نارية سويدي، ولد في 29 ديسمبر 1952 في نورشوبينغ في السويد.